# 마츠시마 소우
마츠시마 소우(일본어: 松島 聡, 1997년 11월 27일 ~ )는 일본의 가수, 배우이며, 남성 아이돌 그룹 Sexy Zone의 멤버이다.
시즈오카현 출신이며, STARTO ENTERTAINMENT 소속이다.

## 내력
2011년 2월, 쟈니즈 사무소에 입소. 9월 29일, Sexy Zone의 결성과 함께, 11월에 CD 데뷔를 하는 것이 발표되었다.

## 출연

### 음악 프로그램
- 더 소년구락부 (2008년 ~ , NHK BS 프리미엄)

### 콘서트
- 가무샤라 Sexy 여름 축제!! (2014년 7월 30일 ~ 8월 10일, 도쿄·EX 시어터 롯폰기)
- 가무샤라 J's Party!! Vol.7 (2015년 1월 23일 ~ 26일, 도쿄·EX 시어터 롯폰기)
- 쟈니즈 긴자 2015 (2015년 5월 8일 ~ 17일, 시어터 크리에)
- 가무샤라! 서머 스테이션 (2015년 7월 18일 ~ 8월 20일, 도쿄·EX 시어터 롯폰기)
- Johnnys' Summer Paradise 2016 《Hey So!Hey Yo!~summertime memory~》 (2016년 8월 7일 ~ 9일, 도쿄 돔 시티 홀)

### 이벤트
- 《리얼 스코프 하이퍼》 스페셜 이벤트 Sexy Zone 사토 쇼리 with 쟈니즈 Jr. In 오다이바 합중국 2013 (2013년 8월 21일) - 마리우스 요와 함께 특별 게스트로서 출연

## 작품

### 솔로곡
- Break out my shell